# ジャンニ・アメリオ
ジャンニ・アメリオ（Gianni Amelio、1945年1月20日 - ）はイタリア・カラブリア州カタンザーロ出身の映画監督。

## 略歴
1970年代からテレビ番組を手がけるようになり、1980年代より本格的に映画製作に携わるようになった。1992年の『小さな旅人』でカンヌ国際映画祭審査員特別賞を、1998年の『いつか来た道』でヴェネツィア国際映画祭金獅子賞を受賞。ヨーロッパ映画賞では1990年の『宣告』（アカデミー外国語映画賞〈第63回〉ノミネート）、1992年の『小さな旅人』、1994年の『Lamerica』で三度作品賞を受賞している。

## 主な監督作品
- 宣告 Porte aperte (1990年)
- 小さな旅人 Il Ladro di bambini (1992年)
- いつか来た道 Così ridevano (1998年)
- 家の鍵 Le Chiavi di casa (2004年)
- 星なき夜に La stella che non c'è (2006年)
- 最初の人間 Le Premier Homme (2011年)
- ナポリの隣人 La tenerezza (2017年) ※イタリア映画祭2018上映時タイトル『世情』